# Earl Wilbur Sutherland
Earl Wilbur Sutherland Jr. (Burlingame, 19 novembre 1915 – 9 marzo 1974) è stato un fisiologo statunitense, premio Nobel per la medicina per le sue scoperte riguardo ai meccanismi d'azione degli ormoni.